# Pacific (Washington)
Pour les articles homonymes, voir Pacific.
Pacific est une ville américaine située dans les comtés de King et de Pierce, dans l'État de Washington. Selon le recensement de 2020, sa population est de 7 235 habitants.